# Simon McQuoid
Simon McQuoid (* in Perth, Australien) ist ein australischer Filmregisseur.

## Karriere
McQuoids erste Projekte waren Werbespots und der Kurzfilm The Night-time Economy aus dem Jahr 2014.
Im Jahr 2021 gab McQuoid sein Regiedebüt mit Mortal Kombat für New Line Cinema und Warner Bros. Im Mai 2022 berichtete Deadline, dass McQuoid die Regie für den Science-Fiction-Film Omega für Sony Pictures übernommen habe.
Im Juli 2022 wurde bekannt gegeben, dass Mortal Kombat 2 grünes Licht bekommen hat und McQuoid als Regisseur zurückkehrt.

## Filmografie
- 2014: The Night-time Economy (Kurzfilm)
- 2021: Mortal Kombat